# Рочев, Николай Никитич
Николай Никитич Рочев (22 мая 1922, Брыкаланск, РСФСР — 2 сентября 2004, Сыктывкар, Республика Коми, Российская Федерация) — советский партийно-государственный деятель Коми АССР, учёный, фронтовик.
Первый секретарь Воркутинского горкома партии (1951—1952), заведующий отделом пропаганды и агитации Обкома КПСС Коми (1958—1968).
Кандидат исторических наук (1969). Первый директор Института языка, литературы и истории Коми при филиале АН СССР (1970—1985).

## Биография
Родился 22 мая 1922 года в селе Брыкаланск Ижемского района Коми.
По окончании в 1940 году Печорского педагогического училища работал секретарем Печорского окружного комитета ВЛКСМ по пропаганде и агитации.

### В годы Великой Отечественной войны
В июле 1941 года добровольно вступил в Красную Армию и был направлен в Череповецкое пехотное училище, ускоренный курс которого окончил в декабре 1941 года
21-летний лейтенант, командир взвода 82-миллиметровых батальонных минометов 274-г стрелкового полка 24-й стрелковой дивизии.
В декабре 1942 года под Сталинградом был ранен, после госпиталя вернулся в свою дивизию, был назначен старшим офицером связи.
На 1944 год — начальник оперативной части — заместитель начальника штаба 168-го стрелкового полка 24-й стрелковой дивизии. Член ВКП(б) с 1944 года.

В районе Ланчин, будучи командирован в 3 саперный батальон 168 стрелкового полка, заметив, что противник сосредотачивается на южном берегу р. Прут с задачей перейти на её северный берег и перерезать единственную шоссейную дорогу в тылу наших частей, товарищ Рочев с группой бойцов разминировал минное поле и взорвал мост.— из наградного листа на Орден Отечественной войны II степени, 1944 год

#### В контрразведке «Смерш»
В январе-июне 1945 года прошел курсы по подготовке оперативных сотрудников контрразведки при штабе 4-го Украинского фронта.
С июля 1945 по июль 1946 года — следователь контрразведки «Смерш» 18-й армии.
Участвовал в разгроме банд ОУН на Западной Украине, руководитель группы розыскников, на территории Чехословакии обезвредил диверсанта и карателя Тищенко.
Демобилизован в августе 1946 года.

### После войны
В 1946—1948 годах работал в Обкоме КПСС Коми инструктором, заведующим кадровым сектором.
В 1950-х годах — первый секретарь Ухтинского райкома партии.
1951—1952 — первый секретарь Воркутинского горкома партии.
В 1955 году окончил Высшую партийную школу при ЦК КПСС, где в 1969 году окончил аспирантуру, защитил диссертацию кандидата исторических наук.
В 1958—1968 годах — заведующий отделом пропаганды и агитации Обкома КПСС Коми.
В 1968—1970 годах — заведующий отделом истории Коми филиала АН СССР.
Трижды избирался депутатом Верховного Совета Коми АССР (1959—1963, 1963—1967, 1967—1971), был Председателем Верховного Совета Коми АССР (1963—1967).
В 1970—1985 годах — первый директор Института языка, литературы и истории Коми при филиале АН СССР.
Автор более 80 научных работ. Занимался вопросами истории Коми АССР послевоенных лет, область научных интересов — проблемы социально-политической истории Коми АССР.
Выйдя на пенсию занимался общественной и публицистической деятельностью.
Умер в 2004 году в Сыктывкаре.

## Награды и признание
Лауреат Государственной премии Коми АССР (1982) — за участие в издании «Истории Коми АССР с древнейших времен до наших дней».
Заслуженный работник культуры РСФСР (1982), Заслуженный работник культуры Коми АССР (1968).
За участие в Великой Отечественной войне награждён орденами Красной Звезды (1944), Отечественной войны II-й степени (1944) и I-й степени (1985), медалями «За победу над Германией», «За оборону Сталинграда», чехословацкой медалью «За храбрость перед врагом».
В 1967 году награждён юбилейными знаком «50 лет ВЧК-КГБ» и медалью «50 лет Вооружённых Сил СССР».
За трудовые заслуги награждён Орденом Трудового Красного Знамени (1965), медалями «За трудовую доблесть» и «За доблестный труд».

## Память
В 2015 году в городе Сыктывкаре на корпусе Коми научного центра (ул. Коммунистическая, 26) открыта мемориальная доска в честь фронтовика, первого директора института Н. Н. Рочева.